# Triple couronne du football brésilien
 (août 2025).
Si vous disposez d'ouvrages ou d'articles de référence ou si vous connaissez des sites web de qualité traitant du thème abordé ici, merci de compléter l'article en donnant les références utiles à sa vérifiabilité et en les liant à la section « Notes et références ».
La Triple Couronne du football brésilien est un titre non officiel donné à un club qui a gagné trois importantes compétitions de football au Brésil au cours de la même année : le championnat du Brésil, la coupe du Brésil (ou Copa do Brasil) et le championnat d’un des États du Brésil.

## Vainqueurs de la Triple Couronne
Jusqu'en 2020, seul le Cruzeiro EC de Belo Horizonte a réussi l’exploit de remporter la «Triple Couronne ». Il a réussi cette performance en 2003 en gagnant les deux titres nationaux plus le titre de champion de l’État du Minas Gerais, ce dernier titre étant obtenu sans perdre un seul match.
Cruzeiro EC avait remporté le championnat du Brésil avec 31 matchs gagnés, sept matchs nuls et huit défaites seulement (102 buts pour et 47 buts contre). 
Parmi les joueurs ayant remporté cette triple couronne, on peut citer Luisão, Cris, Maicon et Alex, les trois derniers ont joué dans le championnat de France.
À noter que cette équipe était entraînée par Vanderlei Luxemburgo, l'ancien entraîneur de  l'équipe du Brésil et du Real Madrid.
En 2021, le Clube Atlético Mineiro, rival de Cruzeiro, a également remporté le triple.